# Operatornorm
In de functionaalanalyse, een deelgebied van de wiskunde, is de operatornorm een middel om  de "grootte" van bepaalde lineaire operatoren te meten. Formeel is het een norm die is gedefinieerd op de ruimte van begrensde lineaire operatoren tussen twee gegeven genormeerde vectorruimten. De operatornorm hangt af van de normen in deze ruimten.

## Definitie
De operatornorm {\displaystyle \|A\|_{\text{op}}} van een lineaire afbeelding {\displaystyle A\colon V\to W} van de genormeerde vectorruimten {\displaystyle V} en {\displaystyle W} kan op verschillende equivalente wijzen gedefinieerd worden. Voor {\displaystyle V\neq \{0\}}:
1. {\displaystyle \|A\|_{\text{op}}=\inf\{c\geq 0:\|Av\|\leq c\|v\|{\mbox{ voor alle }}v\in V\}}
2. {\displaystyle \|A\|_{\text{op}}=\sup\{\|Av\|:v\in V{\mbox{ met }}\|v\|\leq 1\}}
3. {\displaystyle \|A\|_{\text{op}}=\sup\{\|Av\|:v\in V{\mbox{ met }}\|v\|=1\}}
4. {\displaystyle \|A\|_{\text{op}}=\sup \left\{{\frac {\|Av\|}{\|v\|}}:v\in V{\mbox{ met }}v\neq 0\right\}}

In het triviale geval {\displaystyle V=\{0\}} zijn de verzamelingen in de derde en vierde definitie leeg, en geven de eerste twee definities de waarde nul.
Als de uitkomst eindig is, wordt de operator begrensd genoemd. Dit is voor lineaire operatoren equivalent met continu zijn.
Een lineaire operator van en naar een eindigdimensionale vectorruimte wordt gerepresenteerd door een matrix. {\displaystyle Av} kan dan gelezen worden als vermenigvuldiging van een matrix en een vector. Deze operator is bij elk tweetal normen begrensd/continu.